# Německo na Zimních olympijských hrách 2010
Německo na Zimních olympijských hrách v roce 2010 reprezentovala výprava 149 sportovců (93 mužů a 56 žen) v 15 sportech.

## Medailisté
| Medaile | Jméno                                                                                                 | Sport              | Soutěž                              |
| ------- | --- | ------------------ | ----------------------------------- |
| Zlato   | Felix Loch                                                                                            | Saně               | Muži jednotlivci                    |
| Zlato   | Magdalena Neunerová                                                                                   | Biatlon            | Ženy stíhací závod                  |
| Zlato   | Tatjana Hüfnerová                                                                                     | Saně               | Ženy jednotlivci                    |
| Zlato   | Maria Rieschová                                                                                       | Alpské lyžování    | Ženy super kombinace                |
| Zlato   | Magdalena Neunerová                                                                                   | Biatlon            | Ženy hromadný start                 |
| Zlato   | André Lange Kevin Kuske                                                                               | Boby               | Dvojbob                             |
| Zlato   | Evi Sachenbacherová-Stehleová Claudia Nystadová                                                       | Běh na lyžích      | Družstvo žen sprint                 |
| Zlato   | Viktoria Rebensburgová                                                                                | Alpské lyžování    | Ženy obří slalom                    |
| Zlato   | Maria Rieschová                                                                                       | Alpské lyžování    | Ženy slalom                         |
| Zlato   | Daniela Anschützová-Thomsová Stephanie Beckertová Anni Friesingerová-Postmaová Katrin Mattscherodtová | Rychlobruslení     | Družstvo žen stíhací závod          |
| Stříbro | Magdalena Neunerová                                                                                   | Biatlon            | Ženy sprint                         |
| Stříbro | Stephanie Beckertová                                                                                  | Rychlobruslení     | Ženy 3 000 m                        |
| Stříbro | David Möller                                                                                          | Saně               | Muži jednotlivci                    |
| Stříbro | Jenny Wolfová                                                                                         | Rychlobruslení     | Ženy 500 m                          |
| Stříbro | Kerstin Szymkowiak                                                                                    | Skeleton           | Ženy                                |
| Stříbro | Tobias Angerer                                                                                        | Běh na lyžích      | Muži 30 km stíhací závod            |
| Stříbro | Thomas Florschütz Richard Adjei                                                                       | Boby               | Dvojbob                             |
| Stříbro | Michael Neumayer Andreas Wank Martin Schmitt Michael Uhrmann                                          | Skoky na lyžích    | Družstvo mužů velký můstek          |
| Stříbro | Tim Tscharnke Axel Teichmann                                                                          | Běh na lyžích      | Družstvo mužů sprint                |
| Stříbro | Stephanie Beckertová                                                                                  | Rychlobruslení     | Ženy 5 000 m                        |
| Stříbro | Katrin Zellerová Evi Sachenbacherová-Stehleová Miriam Gössnerová Claudia Nystadová                    | Běh na lyžích      | Ženy štafeta 4 x 5 km               |
| Stříbro | André Lange René Hoppe Kevin Kuske Martin Putze                                                       | Boby               | Čtyřbob                             |
| Stříbro | Axel Teichmann                                                                                        | Běh na lyžích      | Muži 50 km klasicky                 |
| Bronz   | Aljona Savčenková Robin Szolkowy                                                                      | Krasobruslení      | Sportovní dvojice                   |
| Bronz   | Natalie Geisenbergerová                                                                               | Saně               | Ženy jednotlivci                    |
| Bronz   | Patric Leitner Alexander Resch                                                                        | Saně               | Muži dvojice                        |
| Bronz   | Anja Huber                                                                                            | Skeleton           | Ženy                                |
| Bronz   | Simone Hauswald                                                                                       | Biatlon            | Ženy hromadný start                 |
| Bronz   | Simone Hauswald Kati Wilhelmová Martina Beck Andrea Henkelová                                         | Biatlon            | Ženy štafeta                        |
| Bronz   | Johannes Rydzek Tino Edelmann Eric Frenzel Björn Kircheisen                                           | Severská kombinace | Družstvo mužů velký můstek/4 × 5 km |